# Alsószerdahely
Alsószerdahely (1899-ig Vág-Szerdahely, szlovákul Dolná Streda) község (korábban egy ideig Szered része) Szlovákiában, a Nagyszombati kerületben, a Galántai járásban. Szlovák község a magyar-szlovák nyelvhatár mentén.

## Fekvése
A Kisalföld északi peremén, Szeredtől 3 km-re délre, a Vág jobb partján fekszik.

## Története
Területén már az őskorban megtelepedett az ember, amint azt a boleráz csoport lelőhelyén itt megtalált ún. "Szerdahelyi Vénusz" idolszobrocska is bizonyítja.
1283-ban IV. László oklevelében az esztergomi érsekség birtokaként említik először Zeredahel alakban. 1312-ben Csák Máté serege felégette a falut. 1553-ban említik újra, amikor valószínűleg egy török betörés után újjá kellett építeni. 1571-ben mint fontos vásártartási joggal rendelkező kisvárost említik, mely az esztergomi érsekség egyik gazdasági központja. Usaly Pétert és Lászlót 1578-ban vagy 1579-ben a vágszerdahelyi kúriába is beiktathatták. Szent Jakab temploma 1781-ben épült klasszicista stílusban.
Vályi András szerint "Vág Szerdahely. Tót falu Pozsony Várm. földes Ura az Esztergomi Érsekség, ’s mintegy 16 kuriális Nemesek is laknak benne, lakosai katolikusok, fekszik Szeredhez 1/2 órányira; határja jó termékenységű, legelője hasznos, erdeje is van."
Fényes Elek szerint "Szerdahely (Vágh), vegyes tót-magyar f., Poson vmegyében, Szered mellett. Lakja 1051 kath., 21 zsidó. Van kath. paroch. temploma, jó határa; hajó-malmai a Vágh vizén. F. u. az esztergomi érsek. Ut. p. N.-Szombat".
Lakossága 1910-ben szinte teljes egészében római katolikus vallású volt. A trianoni békeszerződésig Pozsony vármegye Galántai járásához tartozott.
Közigazgatásilag 1970-ben Szered-hez csatolták, 1990 óta ismét önálló község.

## Népessége
| Év:            | 1994. | 2004.   | 2014.   | 2024.    |
| -------------- | ----- | ------- | ------- | -------- |
| Emberek száma: | 1255  | 1374    | 1482    | 1778     |
| Eltérés:       |       | +9,48 % | +7,86 % | +19,97 % |

| Év:            | 2023. | 2024.   |
| -------------- | ----- | ------- |
| Emberek száma: | 1790  | 1778    |
| Eltérés:       |       | -0,67 % |

1880-ban 1190 lakosából 994 szlovák és 99 magyar anyanyelvű volt.
1890-ben 1278 lakosából 1003 szlovák és 235 magyar anyanyelvű volt.
1900-ban 1308 lakosából 1191 szlovák és 74 magyar anyanyelvű volt.
1910-ben 1478 lakosából 1207 szlovák, 242 magyar, 23 német és 6 egyéb anyanyelvű volt.
1921-ben 1555 lakosából 1475 csehszlovák és 48 magyar volt.
1930-ban 1658 lakosából 1633 csehszlovák és 14 magyar volt.
1991-ben 1286 lakosából 1246 szlovák és 17 magyar volt.
2001-ben 1304 lakosából 1227 szlovák, 46 cigány, 15 magyar és 12 cseh volt.
2011-ben 1424 lakosából 1298 szlovák, 17 magyar és 11 cseh volt.
2021-ben 1654 lakosából 1567 (+9) szlovák, 21 (+1) magyar, (+1) cigány, 26 (+3) egyéb és 40 ismeretlen nemzetiségű volt.

## Demográfia

### Népességének nemzetiségek szerinti alakulása
| Alsószerdahely lakosságának nemzetiségi megoszlása | Alsószerdahely lakosságának nemzetiségi megoszlása | Alsószerdahely lakosságának nemzetiségi megoszlása |
| -------------------------------------------------- | -------------------------------------------------- | -------------------------------------------------- |
| szlovák                                            |                                                    | 1207 fő (82%)                                      |
| magyar                                             |                                                    | 242 fő (16%)                                       |
| cseh                                               |                                                    | 0 fő (0%)                                          |
| német                                              |                                                    | 23 fő (2%)                                         |
| egyéb                                              |                                                    | 6 fő (0%)                                          |
| *1910. évi népszámlálási adatok                    |                                                    |                                                    |

| Alsószerdahely lakosságának nemzetiségi megoszlása | Alsószerdahely lakosságának nemzetiségi megoszlása | Alsószerdahely lakosságának nemzetiségi megoszlása |
| -------------------------------------------------- | -------------------------------------------------- | -------------------------------------------------- |
| szlovák                                            |                                                    | 1227 fő (94%)                                      |
| magyar                                             |                                                    | 15 fő (1%)                                         |
| cseh                                               |                                                    | 12 fő (1%)                                         |
| német                                              |                                                    | 0 fő (0%)                                          |
| egyéb                                              |                                                    | 46 fő (4%)                                         |
| *2001. évi népszámlálási adatok                    |                                                    |                                                    |

| Alsószerdahely lakosságának nemzetiségi megoszlása | Alsószerdahely lakosságának nemzetiségi megoszlása | Alsószerdahely lakosságának nemzetiségi megoszlása |
| -------------------------------------------------- | -------------------------------------------------- | -------------------------------------------------- |
| szlovák                                            |                                                    | 1298 fő (91%)                                      |
| magyar                                             |                                                    | 17 fő (1%)                                         |
| cseh                                               |                                                    | 11 fő (1%)                                         |
| német                                              |                                                    | 0 fő (0%)                                          |
| egyéb                                              |                                                    | 4 fő (0%)                                          |
| *2011. évi népszámlálási adatok                    |                                                    |                                                    |

## Neves személyek
- Itt született 1900. szeptember 17-én Ján Majko barlangász, az aggteleki Baradla-barlang Domica ágának felfedezője.
- Itt született 1926-ban Vojtech Mihálik költő.[10]
- Itt szolgált 1612-1624 között Babóthy Ferenc (1587 körül–1632) kanonok.
- Itt szolgált mint káplán Demény Dezső (1871-1937) római katolikus pap, író, zeneszerző, karnagy.
- Itt szolgált 1936-1937-ben Presinszky Ferenc (1908-1970) plébános.
- Itt szolgált 1938-ban Szüllő Rezső (1912–1982) plébános.

## Nevezetességei

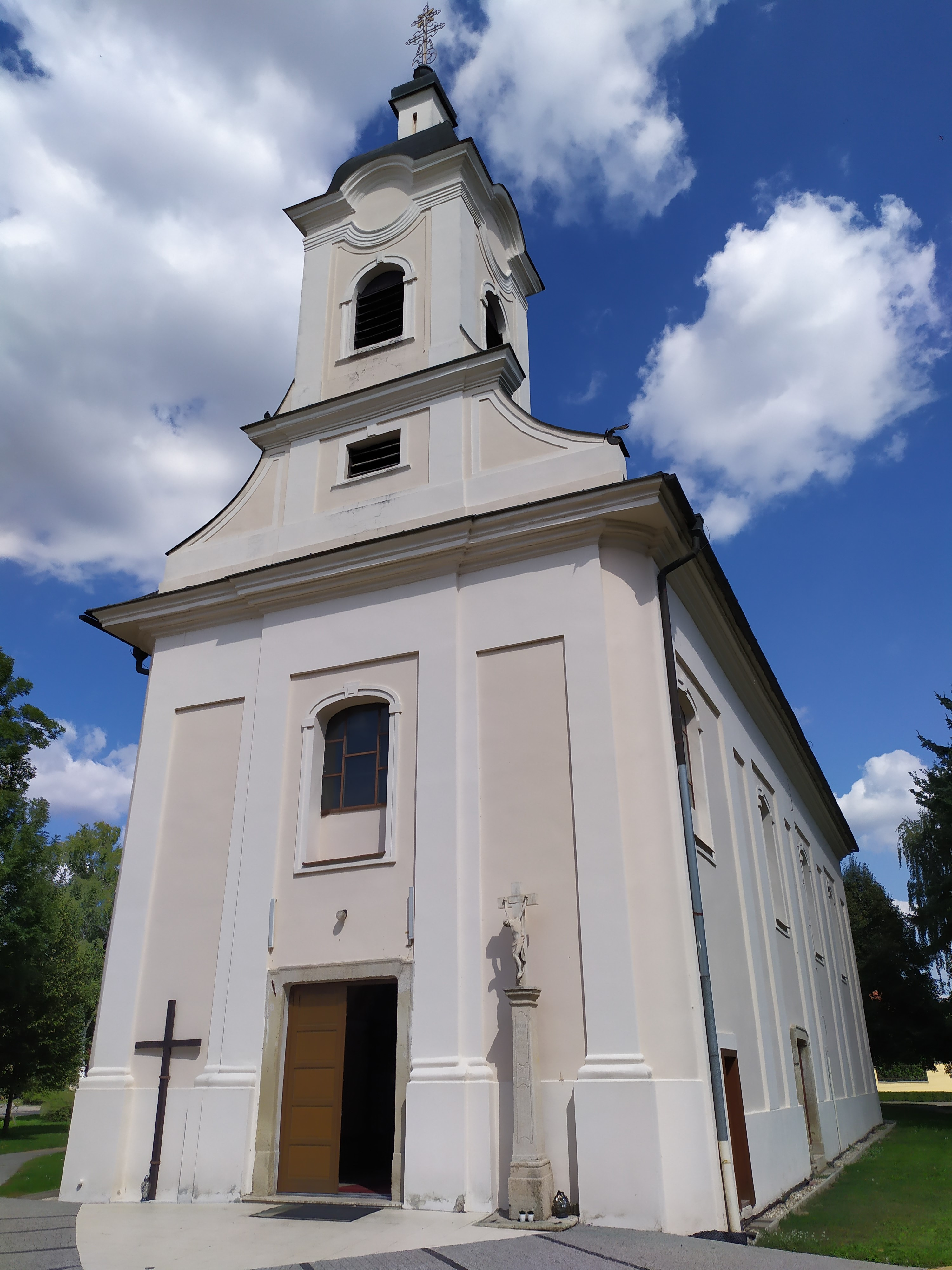
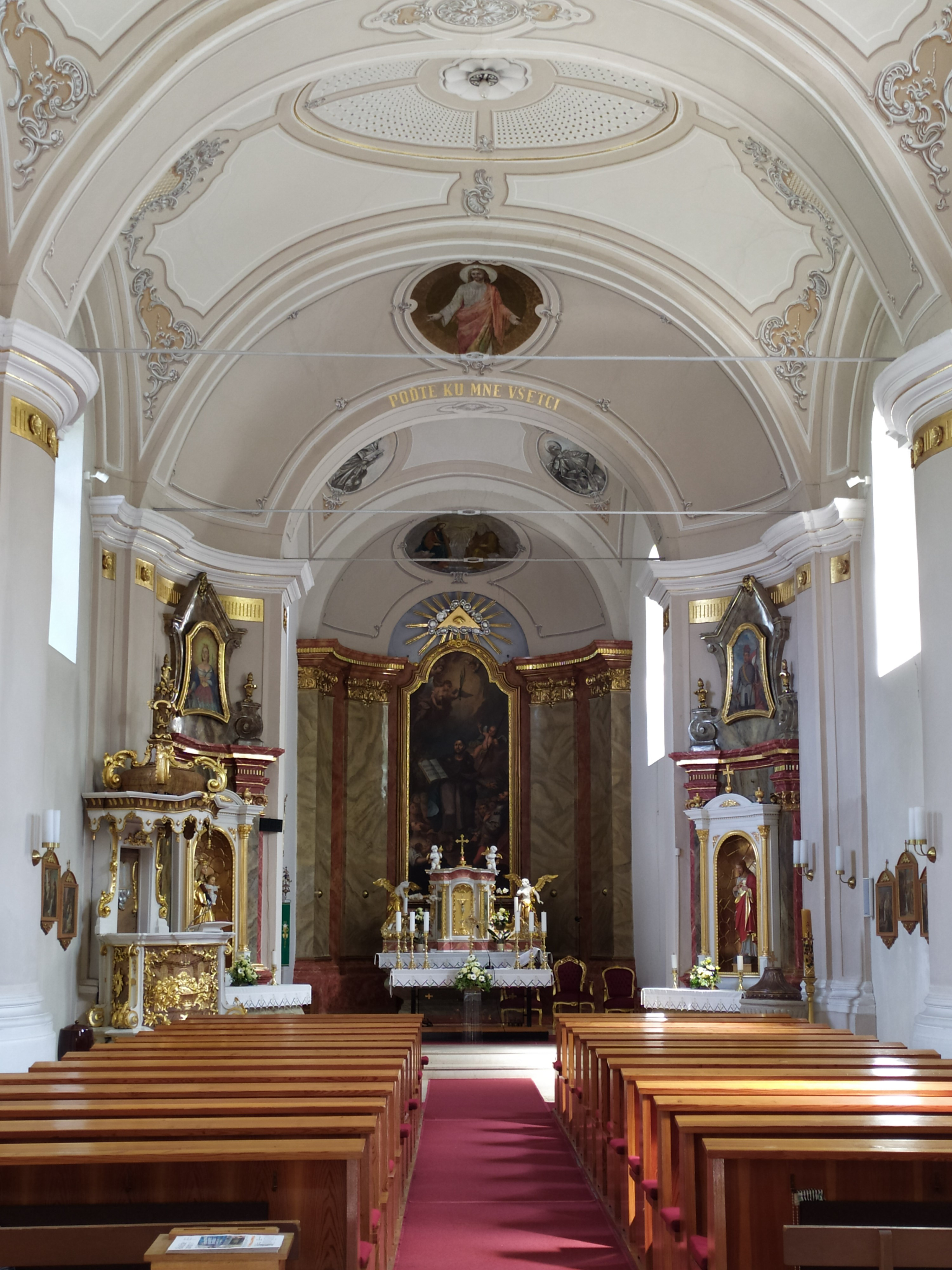
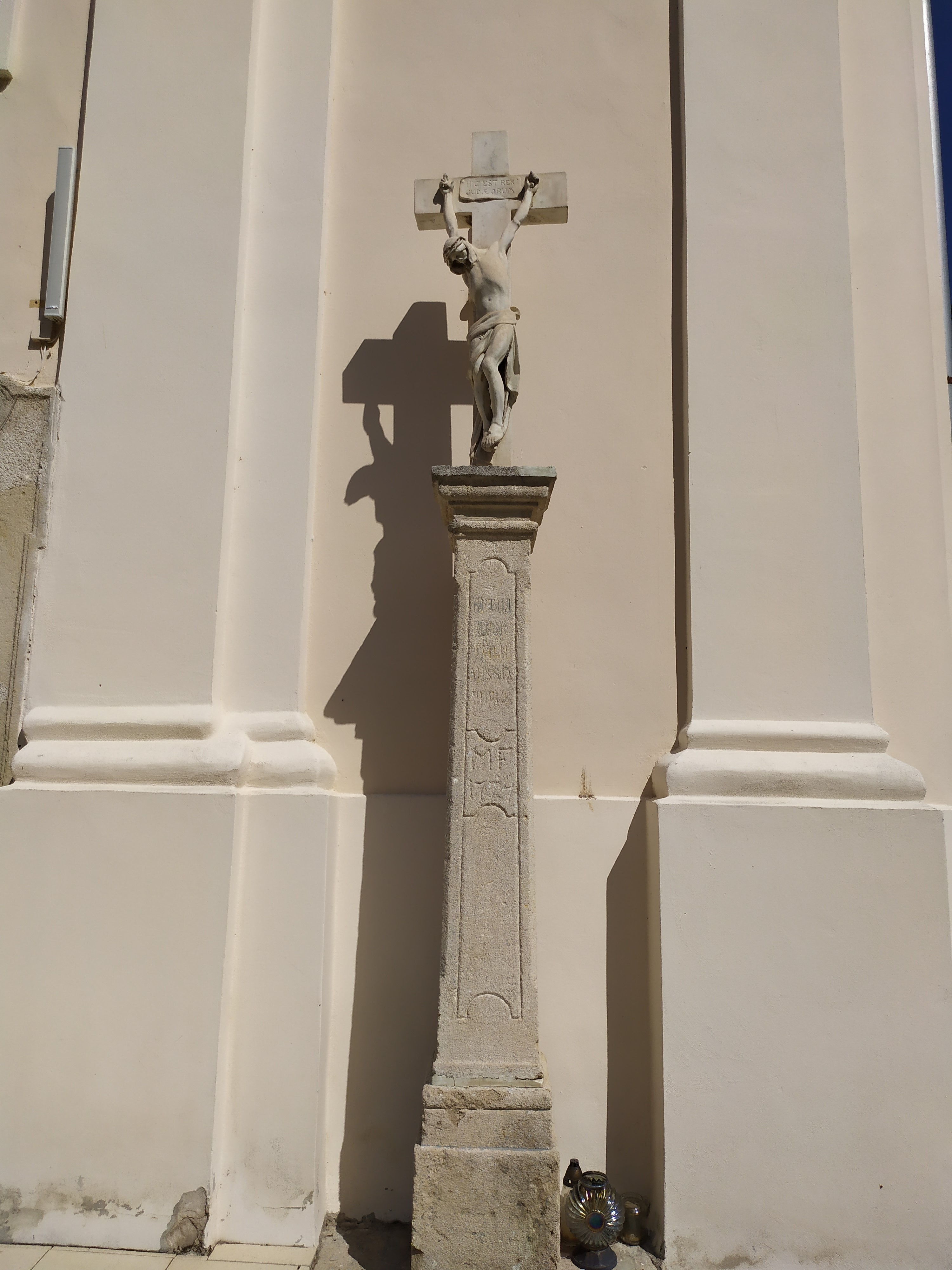
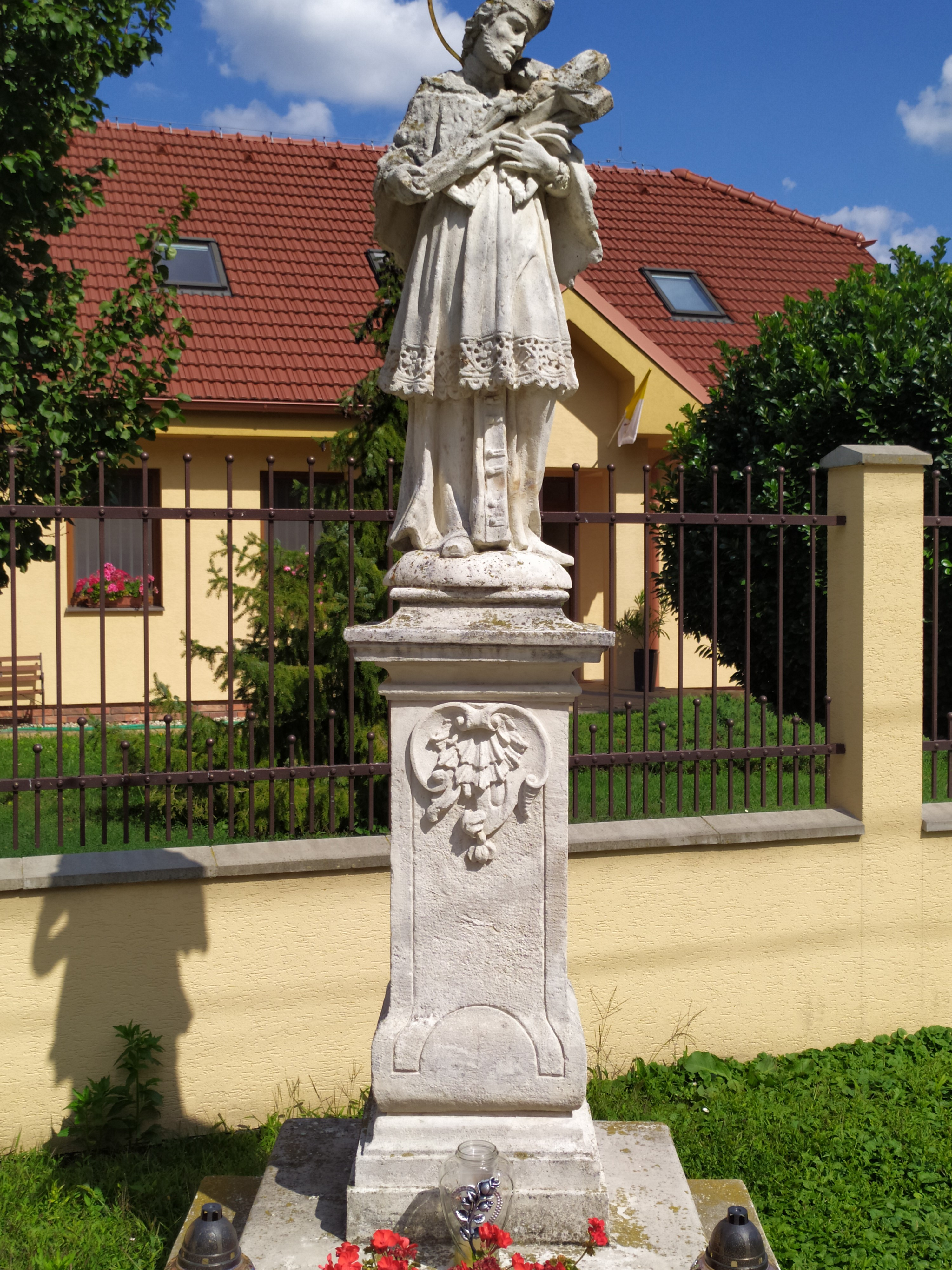
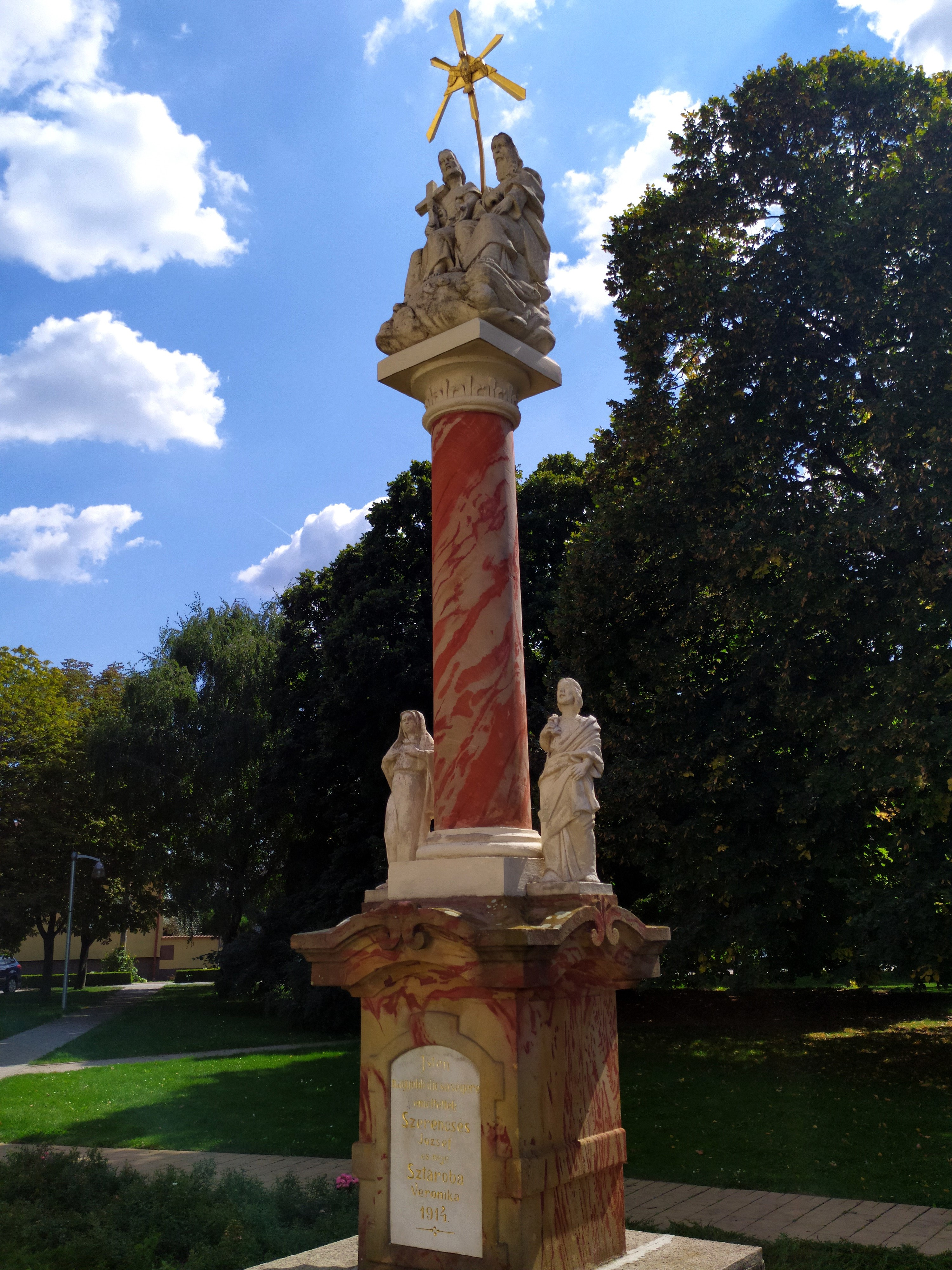

- Szent Jakab tiszteletére szentelt római katolikus temploma 1781-ben épült klasszicista stílusban.
- A Vág folyó holtágánál elterülő védett területen található a bakcsó (népies nevén vakvarjú) élőhelye. A természetvédők 2011-ben megközelítőleg száz bakcsópárt számláltak itt össze.